# Klaus Schilling
Klaus Schilling (* 1956 in Bayreuth) war Professor für Robotik und Telematik am Lehrstuhl für Informatik VII an der Julius-Maximilians-Universität Würzburg.

## Forschungsbereich
Schillings Forschungsinteressen konzentrieren sich auf die interdisziplinäre Kombination innovativer Methoden der Informationsverarbeitung mit der Regelungstechnik zur Lösung anspruchsvoller technischer Probleme, welche vorrangig im Bereich Robotik, Automatisierungstechnik und Raumfahrt (siehe UWE-1) angesiedelt sind.

## Auszeichnungen
2014 wurde Schilling mit dem IFAC Outstanding Service Award der International Federation on Automatic Control (IFAC) ausgezeichnet. Am 2. Dezember 2022 erhielt er aus der Hand von Landtagspräsidentin Ilse Aigner den Bayerischen Verfassungsorden.